# Jaskier tarczowaty
Jaskier tarczowaty (Ranunculus peltatus Schrank) – gatunek rośliny z rodziny jaskrowatych (Ranunculaceae Juss.). Występuje naturalnie w Afryce Północnej, Europie i Azji Zachodniej.

## Rozmieszczenie geograficzne
Rośnie naturalnie w Maroku, Algierii, Tunezji, Libii, Egipcie, Portugalii, Hiszpanii, (wliczając Baleary), Francji (łącznie z Korsyką), Belgii, Holandii, Irlandii, Wielkiej Brytanii, Danii, Norwegii, Szwecji, Finlandii, Rosji (w Karelii oraz w obwodach leningradzkim i murmańskim), Estonii, na Łotwie, Litwie, w Polsce, Niemczech, Czechach, na Słowacji, Węgrzech, w Austrii, Włoszech, Chorwacji, Bośni i Hercegowinie, Serbii, Czarnogórze, Macedonii Północnej, Albanii, Grecji (łącznie z Kretą), Bułgarii, Rumunii, Turcji, na Cyprze, w Syrii, Libanie oraz Izraelu.

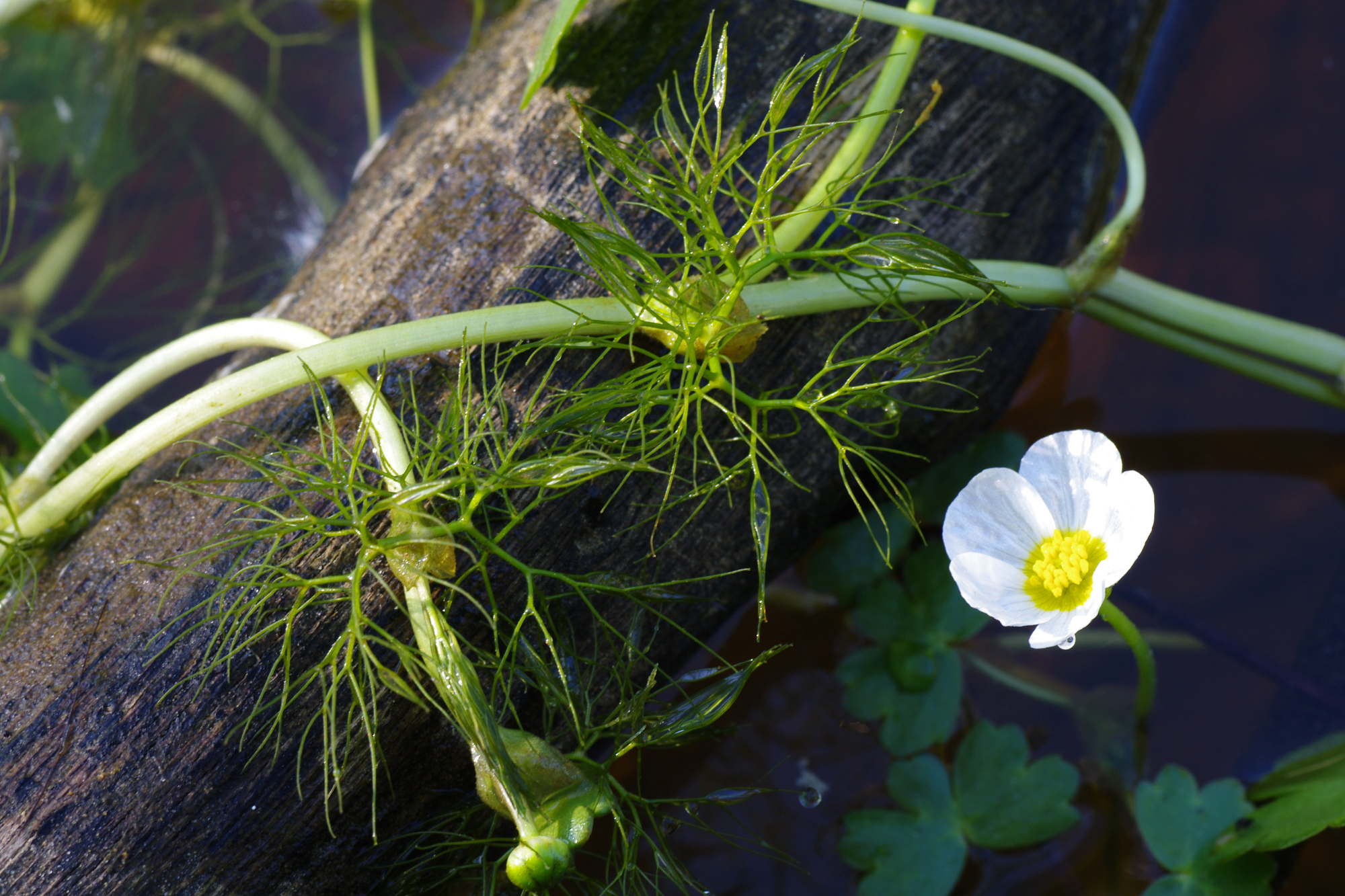
Podwodne liście (na pierwszym planie)

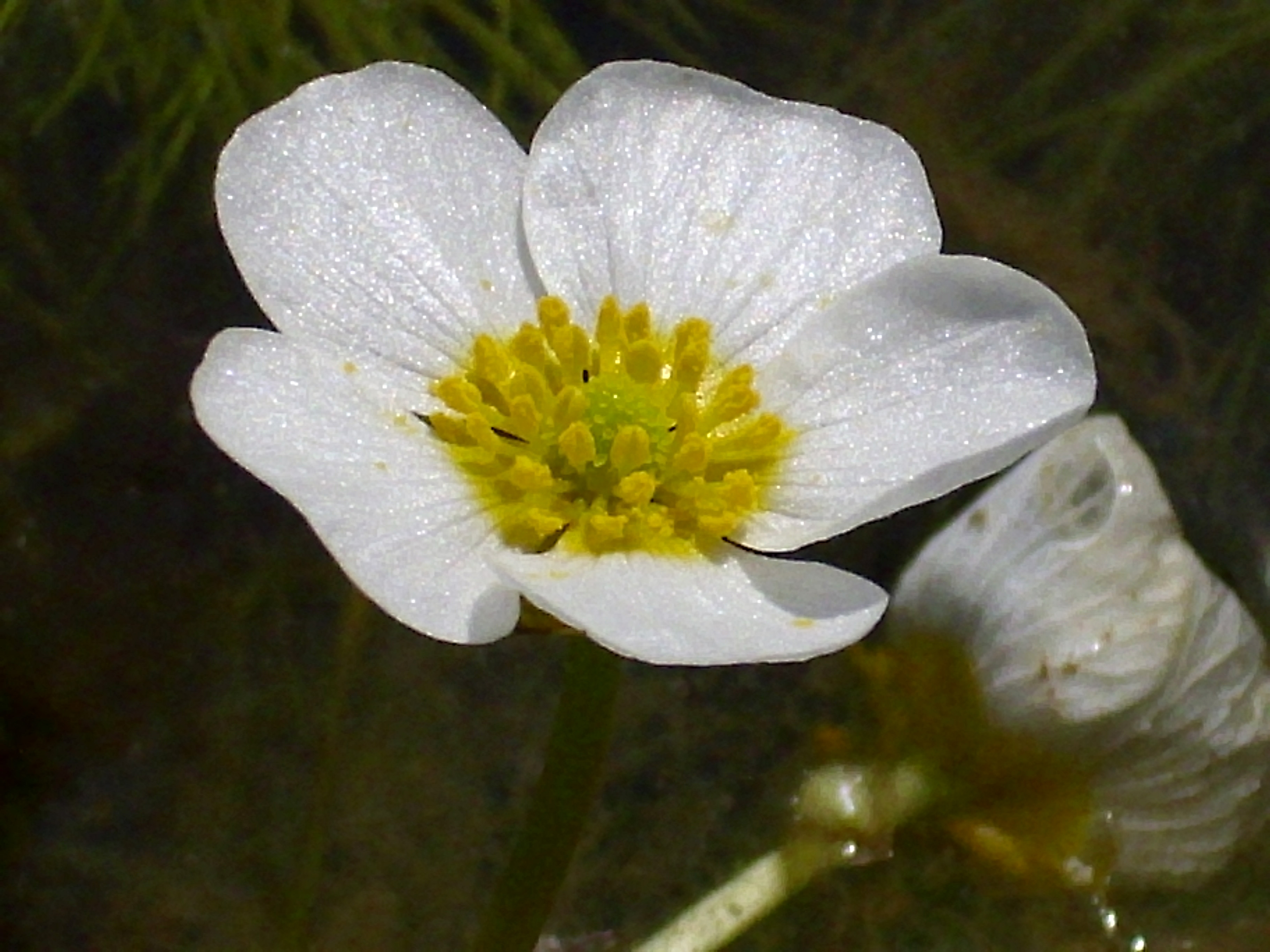
Kwiat

We Francji występuje w północnej części kraju, w Masywie Centralnym oraz w Górnej Korsyce. We Włoszech został zaobserwowany w regionach Friuli-Wenecja Julijska, Wenecja Euganejska, Emilia-Romania, Toskania, Marche, Umbria, Lacjum, Apulia, Kalabria oraz na Sycylii i Sardynii. Na Cyprze na status gatunku autochtonicznego i występuje na większej części wyspy. W Izraelu rośnie powszechnie w Emek ha-Chula, natomiast jest rzadko spotykany na Wzgórzach Golan, w Górnej Galilei i na Równinie Szaron, a w dolinie Kinaret, Emek Zewulun, na Równinie Filistyńskiej, w Samarii oraz na Wyżynie Judzkiej.

## Morfologia
PokrójRoślina jednoroczna lub bylina wodna o pędach osiągających długość 1,5 m.
LiścieSą pływające. W zarysie mają okrągły kształt, złożone są z 3–7 wąskich klapek. Liście, które są zanurzone są sztywne i krótsze niż międzywęźla.
KwiatyMają biały kolor z żółtym zabarwieniem u nasady. Dorastają do 15–20 mm średnicy. Płatki są szerokie. Dno kwiatowe jest owłosione. Miodniki mają gruszkowaty kształt.
OwoceNiełupki, które tworzą owoc zbiorowy – wieloniełupkę osadzoną na szypułce o długości 5–15 cm. Szypułki te są dłuższe w porównaniu do ogonków liściowych.
Gatunki podobneRoślina jest podobna do jaskra wodnego Ranunculus aquatilis, którego szypułki są krótsze niż 5 cm.

## Biologia i ekologia

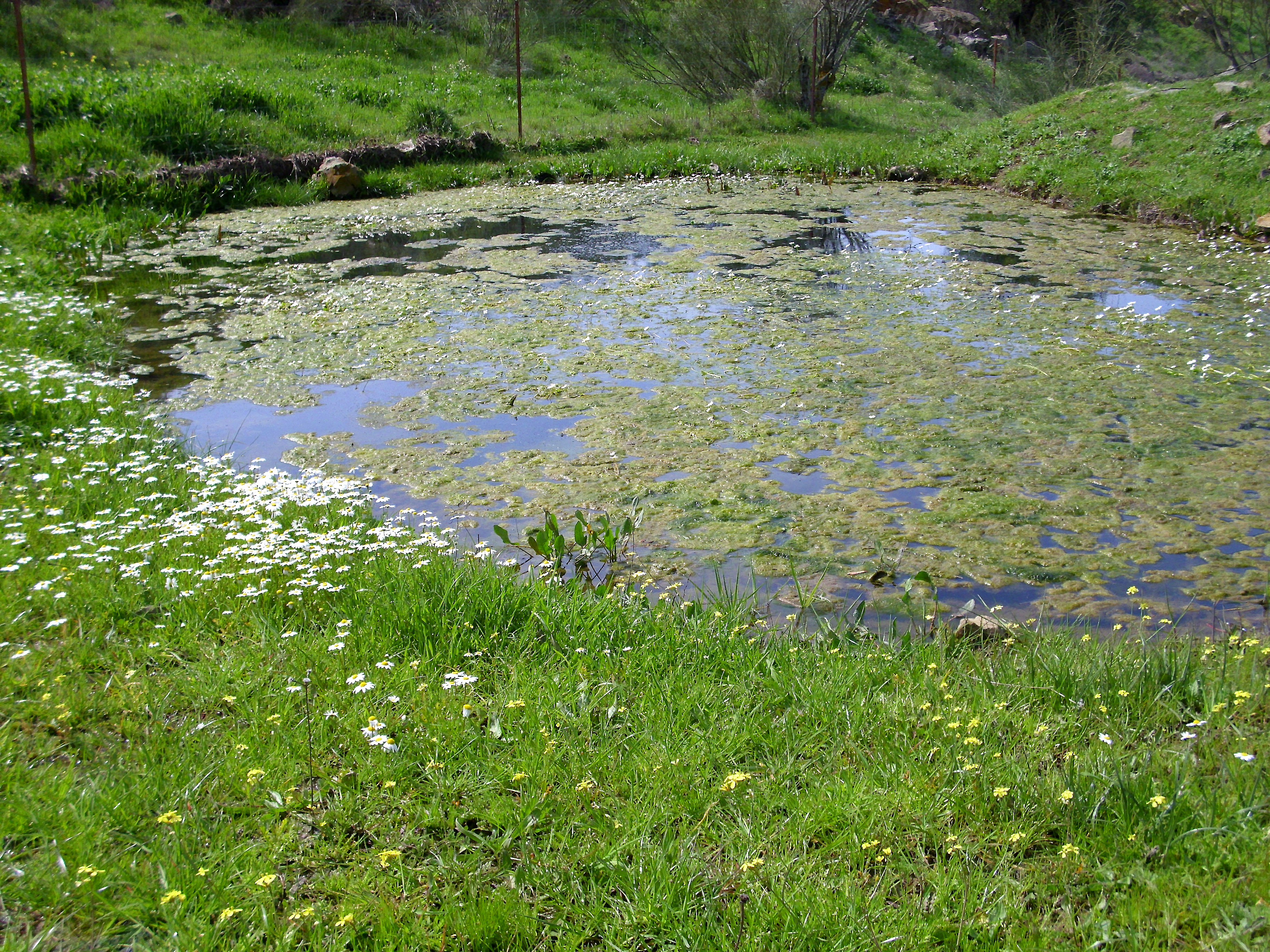
Stawy są naturalnym siedliskiem dla tego gatunku

Rośnie na płytkich obszarach wodnych, z wodą stojącą lub o słabym nurcie, bogatą w minerały. Kwitnie od maja do lipca. Występuje na wysokości do 1200 m n.p.m.

## Zmienność
W obrębie tego gatunku oprócz podgatunku nominatywnego wyróżniono dwa podgatunki:
- Ranunculus peltatus subsp. baudotii (Godr.) Meikle ex C.D.K.Cook – bardziej wytrzymały, występuje w słonej wodzie[11]
- Ranunculus peltatus subsp. fucoides (Freyn) Muñoz Garm.

## Zagrożenia i ochrona
Gatunek umieszczony na polskiej czerwonej liście w kategorii DD (stopień zagrożenia nie może być ustalony).